# Родригес Перейра Жуниор, Силвио
Си́лвио Родри́гес Пере́йра Жу́ниор (порт.-браз. Sílvio Rodrigues Pereira Júnior, 4 мая 1994, Рибейран-Прету, Бразилия) — бразильский футболист, нападающий индонезийского клуба «Персикабо 1973».

## Биография
Воспитанник клуба «Коринтианс». Выступал в следующих командах: «Рио-Бранко» (Американа), «Риу-Клару», «Итуано» и «Бататайс». С 2013 по 2015 год в официальных соревнованиях штата Сан-Паулу сыграл 60 матчей и забил 24 гола.
14 февраля 2016 года подписал контракт с одесским «Черноморцем», за который провёл 9 игр в чемпионате и одну игру в кубке. 11 января 2018 года покинул одесский клуб, но уже 6 февраля вернулся назад в команду. Летом 2018 года Силвио покинул одесский клуб.
Летом 2018 года бразилец перешёл в албанскую «Влазнию». Вместе с командой стал чемпионом страны. С начала сезона 2019/20 — игрок словацкого «ВиОн».

## Достижения
- Чемпион Албании: 2018/19